# جاك شيفيلد
جاك شيفيلد (بالإنجليزية: Jack Sheffield)‏ (1945)؛ روائي بريطاني.